# Да се влюбиш
Да се влюбиш (на английски: Falling in Love) е американски драма, романтичен филм от 1984 година, на режисьора Улу Гросбард. Участват Робърт Де Ниро, Мерил Стрийп и Харви Кайтел.

## Сюжет
Франк и Моли се срещат на Бъдни вечер в книжарница. След известно време съдбата отново ги събира. Всеки от тях има собствено семейство, а Франк има две деца.

## В ролите
| Изпълнител     | Роля           |
| -------------- | -------------- |
| Робърт Де Ниро | Франк Рафтис   |
| Мерил Стрийп   | Моли Гилмор    |
| Харви Кайтел   | Ед Ласки       |
| Джейн Качмарек | Ан Рафтис      |
| Джордж Мартин  | Джон Трейнър   |
| Дейвид Кленън  | Брайън Гилмор  |
| Даян Уийст     | Изабел         |
| Виктор Арго    | Виктор Роулинс |
| Роганда Март   | Енджи          |